# Данн, Оскар
Оскар Джеймс Данн  (англ. Oscar Dunn; около 1822, Новый Орлеан — 22 ноября 1871) — американский политик, государственный деятель, вице-губернатор штата Луизиана в 1868—1871 годах.

## Биография
Родился рабом. Точный год его рождения неизвестен. Его родители смогли выкупить себя и своих детей из рабства примерно в 1832 году. Работал на строительстве: штукатуром и маляром, одновременно был учителем музыки. 
Жизнь свободного чернокожего человека в южном мегаполисе до Гражданской войны в США была нелёгкой. Во время войны Данн присоединился к гвардейцам коренных жителей Луизианы, которые стали первым афроамериканским подразделением, служившим в армии Союза. Дослужился до звания армейского капитана. 
Стал членом Республиканской партии. Позже работал в городском совете Нового Орлеана и Сенате Луизианы. Выступал против политики президента Эндрю Джонсона, который, по его мнению, слишком заботился об интересах бывших южан и пренебрегал интересами освобождённых рабов.
В 1868 году Данн стал первым афроамериканцем, избранным вице-губернатором Луизианы вместе Генри К. Уормотом. Занимал эту должность с 1868 года до своей смерти 21 ноября 1871 года. Кроме того, был председателем Сената штата Луизиана. Период его работы был отмечен внутренними беспорядками из-за обвинений в коррупции губернатора Уормота. Кроме того, права афроамериканцев, хотя и предоставлялись вице-губернатором, были жестко ограничены. Данн безуспешно пытался противодействовать этим событиям. Скоропостижно скончался 21 ноября 1871 года в Новом Орлеане. Поскольку он нажил много врагов из-за своей политической позиции, ходили слухи о его отравлении.